# سكوت روبرتس (لاعب كرة قدم)
سكوت روبرتس (بالإنجليزية: Scott Roberts)‏ هو لاعب كرة قدم بريطاني في مركز الوسط، ولد في 15 مارس 1996 في Irvine, North Ayrshire ‏ في المملكة المتحدة. لعب مع ريث روفرز.

## وصلات خارجية
- سكوت روبرتس (لاعب كرة قدم) على موقع قاعدة بيانات كرة القدم.إي يو (الإنجليزية)
- سكوت روبرتس (لاعب كرة قدم) على موقع Soccerbase.com (لاعب) (الإنجليزية)